# Варнавинское
Варнавинское — село в Абинском районе Краснодарского края России. Административный центр Варнавинского сельского поселения.

## Варианты названия
- Варнавенский,
- Варнавинская[2]

## Географическое положение
Село расположено в 15 км к северу от Абинска. Рядом расположено Варнавинское водохранилище.

## История
Населённый пункт основан как хутор Северский основан не ранее 1890 года, в 1920 переименован в село Варнавинское.

## Население
| 2002 | 2010  |
| ---- | ----- |
| 1240 | ↘1111 |

## Улицы
- пер. Восточный,
- пер. Колхозный,
- пер. Новый,
- пер. Полевой,
- пер. Садовый,
- пер. Спинова,
- пер. Центральный,
- пер. Школьный,
- ул. Красная,
- ул. Ленина,
- ул. Партизанская,
- ул. Пролетарская,
- ул. Степная[6].

## Образование
- СОШ № 31 с. Варнавинского